# Ron Reis
Ronald Allen Reis, detto Ron (San Jose, 26 aprile 1970), è un wrestler statunitense, maggiormente noto per il periodo trascorso nella WCW con i ring name The Yeti e Reese alla fine degli anni novanta.

## Carriera
Ron Reis fu introdotto nel mondo del wrestling dal veterano Big John Studd.

### World Championship Wrestling (1995-2000)
Reis entrò nella World Championship Wrestling (WCW) nel 1995, debuttando durante il PPV Halloween Havoc 1995 racchiuso in un blocco di ghiaccio dato che doveva interpretare la gimmick dello Yeti (il suo personaggio si chiamava infatti "The Yeti"), e come nuovo membro della stable heel denominata Dungeon of Doom. The Yeti fu tolto dal blocco di ghiaccio e si rivelò essere inspiegabilmente una mummia gigantesca. Quando The Giant sconfisse Hulk Hogan per squalifica a Halloween Havoc 1995, Reis salì sul ring nel post-match, fasciato di tutto punto, e si unì a The Giant nell'eseguire un Bearhug congiunto su Hogan. La mossa fu eseguita in maniera così poco convincente da Reis che invece di un attacco, fece sembrare che The Yeti stesse sodomizzando Hogan piuttosto che assalirlo. La successiva apparizione televisiva di Reis ebbe luogo a World War 3 1995, dove partecipò ad una battle royal a 60 partecipanti, presentato ancora come The Yeti ma adesso vestito come un guerriero ninja. All'inizio del 1996, fece la sua seconda e ultima apparizione in WCW a WCW Saturday Night, indossando il costume da ninja, accreditato come The Super Giant Ninja, in un match (perso) contro il campione U.S. dell'epoca One Man Gang, prima che il suo personaggio venisse definitivamente accantonato.
Reis tornò con la più sobria identità di "Big Ron Studd" nel 1996, traendo ispirazione dal nome del suo allenatore Big John Studd. In seguito Reis cambiò nuovamente nome in "Reese" ed entrò a far parte della stable Raven's Flock. Lasciò la WCW a fine 2000. Viene ricordato principalmente come uno dei wrestler più alti mai apparsi in WCW.

### Turnbuckle Championship Wrestling e Giappone
Dopo aver lasciato la WCW, Reis andò a combattere in Giappone con il ring name "Big Bomb Jones" (ispirandosi a Big Van Vader). Nel 2003 tornò in America e iniziò a lavorare per la Turnbuckle Championship Wrestling di Dusty Rhodes, rispolverando la gimmick di Big Ron Studd. Formò un tag team con Ray Lloyd, e i due vinsero le cinture di campioni TCW Tag Team Championship il 3 gennaio 2004. I titoli vennero resi vacanti poco tempo dopo.

## Altri media
Reis è stato incluso in due videogiochi della WCW: WCW/nWo Revenge e WCW/nWo Thunder.

## Personaggio

### Mosse finali
Two Handed Chokeslam

### Manager
- Luther Biggs
- Jimmy Hart
- Raven

## Titoli e riconoscimenti
- Turnbuckle Championship Wrestling
  - TCW Tag Team Championship (1) - con Glacier

## Filmografia
- Shadow Warriors II: Hunt for the Death Merchant (1999) come "Vlassi"